# Aeroportul Barrow/Walney Island
Aeroportul Barrow/Walney Island (IATA: BWF, ICAO: EGNL) este un aeroport din Barrow-in-Furness, Barrow⁠(d), Westmorland and Furness⁠(d), Cumbria, North West England, Anglia, Regatul Unit. Aeroportul a fost tranzitat în 2001 de 206 pasageri.
Situat la o altitudine de 13 m, aeroportul dispune de 2 piste. Este operat de BAE Systems Submarines⁠(d).

## Infrastructură

### Piste
Aeroportul dispune de 2 piste. Pista are orientarea 05/23. Pista 17/35 are suprafața de asfalt și dimensiunile 1.011 m × 45 m. 